# Лондон, Уилберт
Уилберт Лондон (англ. Wilbert London; род. 17 августа 1997, Уэйко, Техас) — американский спринтер, чемпион мира в эстафетном беге, рекордсмен мира в смешанной эстафете 4×400 метров (2019).

## Биография
Окончил в 2015 году среднюю школу в Уэйко — Waco High School. Был чемпионом своей школы по лёгкой атлетике .
В 2019 году окончил Университет Бэйлора, получив степень бакалавра в области здравоохранения, кинезиологии и досуга. Во время учёбы являлся семикратным чемпионом Национальной студенческой спортивной ассоциации (NCAA Big 12) как в закрытых помещениях, так и на открытом воздухе.
Увлекается рыбалкой и охотой.

## Достижения
Его личный рекорд на дистанции 200 метров составляет 20,72 секунды в Остине, штат Техас.
На чемпионате мира IAAF до 20 лет 2016 года Лондон пробежал 45,27 секунды на дистанции 400 метров и занял 2-е место. Он также завоевал золотую медаль в составе эстафетной команды 4×400 м. В следующем году он завоевал серебряную медаль в составе команды IAAF на чемпионате мира 2017 года по бегу на 4х400 метров в Лондоне.
Его личный рекорд на 400 м составляет 44,47 секунды, которые он пробежал на открытом чемпионате США по лёгкой атлетике 2017 года, где он занял третье место. Это позволило ему участвовать в чемпионате мира 2017 года в Лондоне в возрасте 19 лет.